# Austrogymnocnemia forcipata
Austrogymnocnemia forcipata is een insect uit de familie van de mierenleeuwen (Myrmeleontidae), die tot de orde netvleugeligen (Neuroptera) behoort. 
Austrogymnocnemia forcipata is voor het eerst wetenschappelijk beschreven door New in 1985.